# Inverbervie
Inverbervie är en ort i Storbritannien.   Den ligger i kommunen Aberdeenshire och riksdelen Skottland, i den norra delen av landet, 600 km norr om huvudstaden London. Inverbervie ligger 30 meter över havet och antalet invånare är 2 162.
Terrängen runt Inverbervie är huvudsakligen platt, men västerut är den kuperad. Havet är nära Inverbervie åt sydost.  Närmaste större samhälle är Stonehaven, 13,8 km norr om Inverbervie. 